# Tây Ninh

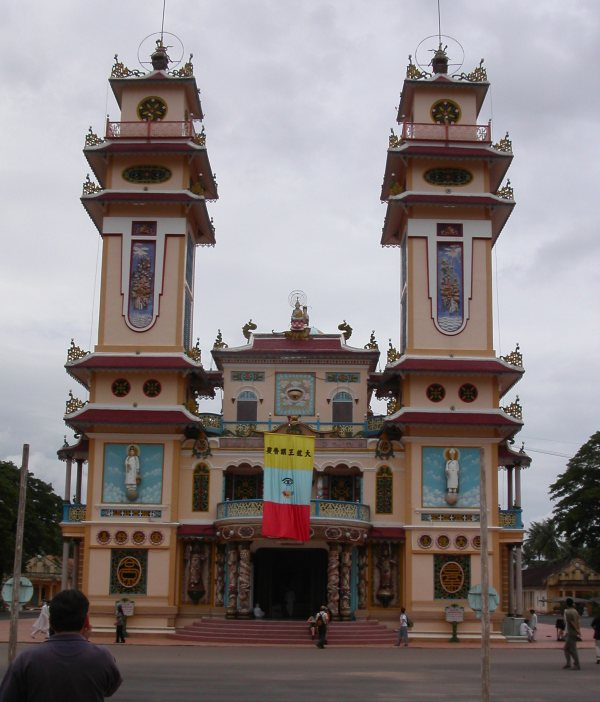
A Tây Ninh-i Szentszék

Tây Ninh város Vietnám délnyugati részén, Tây Ninh tartomány székhelye. Körülbelül 90 km-re északra található az ország legnagyobb településétől, Ho Si Minh-várostól. A város a kaodaista (Cao Đài) vallás szülőhelye és központja, itt található az 1933 és 1955 között épült Cao Đài Szentszék is.